# パワーアップバンド・キーチャレンジ
- ユニバーサル・パークス&リゾーツ > ユニバーサル・スタジオ・ジャパン > ユニバーサル・スタジオ・ジャパンのアトラクション > パワーアップバンド・キーチャレンジ
- スーパー・ニンテンドー・ワールド > パワーアップバンド・キーチャレンジ
- マリオシリーズ > パワーアップバンド・キーチャレンジ

パワーアップバンド・キーチャレンジ（英: Power-Up Band Key Challenges）は、世界のユニバーサル・パークス&リゾーツにある、パワーアップバンドを使用する体験型アトラクションである。

## 存在するパーク
- ユニバーサル・スタジオ・ジャパン
- ユニバーサル・スタジオ・ハリウッド
- ユニバーサル・エピック・ユニバース（ユニバーサル・オーランド・リゾート）

## 概要
クッパの息子のクッパJr.は、アイテムの1つのゴールデンキノコを盗んでしまった。エリアの様々な場所にいるクッパJr.の手下たちと5種類の「キーチャレンジ」に挑戦し、勝利すると手に入るカギが3つ揃えば、クッパJr.の隠れ家に侵入し「クッパJr. ファイナルバトル」に挑戦できる。

## キーチャレンジ
エリア内5ヵ所に、それぞれクッパJr.の手下たちとバトルできるスポットが用意されている。

### まわせ! クリボー・クルクルクランク
バンドをかざし登場したクリボーを、手元のハンドルを回して向かい側の穴に落とすアクティビティ。クリア後もハンドルを回し続けると隠しボーナスを達成することができ、1度クリアした後に挑戦するとハードモードとなる。

### ねらえ! ノコノコ・POWブロックパンチ
手元のPOWブロックをタイミングよく叩き、左右に移動するミドリこうらを使って上にあるカギをゲットするアクティビティ。タイミングよくミドリこうらにPOWの力を伝えることができると、土管の中からミドリこうらが飛び、土管の上のノコノコをひっくり返すと上のカギをゲットすることができる。1度も失敗せずにクリアすると隠しボーナスを達成することができ、1度クリアした後に挑戦するとハードモードとなる。

### とめろ! パックンフラワー・アラームパニック
パックンフラワーが12個の目覚まし時計の近くで寝ており、起こさないよう制限時間内にアラームを止めるいうアクティビティ。最大4名まで参加可能なアクティビティとなっている。アラームはランダムに鳴り出すため、ゲスト同士で協力する必要がある。また鳴っていない目覚まし時計を押してしまうと、アラームが鳴ってしまう。一度もミスをせずにアラームを押すことができれば隠しボーナスを達成することができ、1度クリアした後に挑戦するとハードモードとなる。

### そろえろ! ドッスン・フリップパネル
制限時間内に目の前のパネルを青色から黄色に揃えるアクティビティ。パネルは一定の時間が経過すると、ドッスンによる爆発により反対の色に変わってしまう。最大4名まで参加可能なアクティビティとなっている。1回目の爆発前にクリアすると隠しボーナスを達成することができ、1度クリアした後に挑戦するとハードモードとなる。

### あつめろ! ボムへい・バラバラパズル
バラバラになったパズルのピースをボムへいの下で完成させるアクティビティ。一定時間が経過し、ボムへいが爆発してしまうと、集めたパズルピースが再びバラバラになってしまう。1回目の爆発前にクリアすると隠しボーナスを達成することができ、1度クリアした後に挑戦するとハードモードとなる。

## クッパJr. ファイナルバトル
クッパJr.の隠れ家の入口でパワーアップバンドをかざし、キーが3つ以上揃っていると隠れ家の内部に入ることができる。壁に映る自分の影を使い、クッパJr.が繰り出してくるあらゆる攻撃と戦う。腕を振り払いボムへいを飛ばしたり、ファイアフラワーを取ると両手からファイアボールを投げることができる。5歳以上が推奨年齢となっている。